# Paul Rodgers

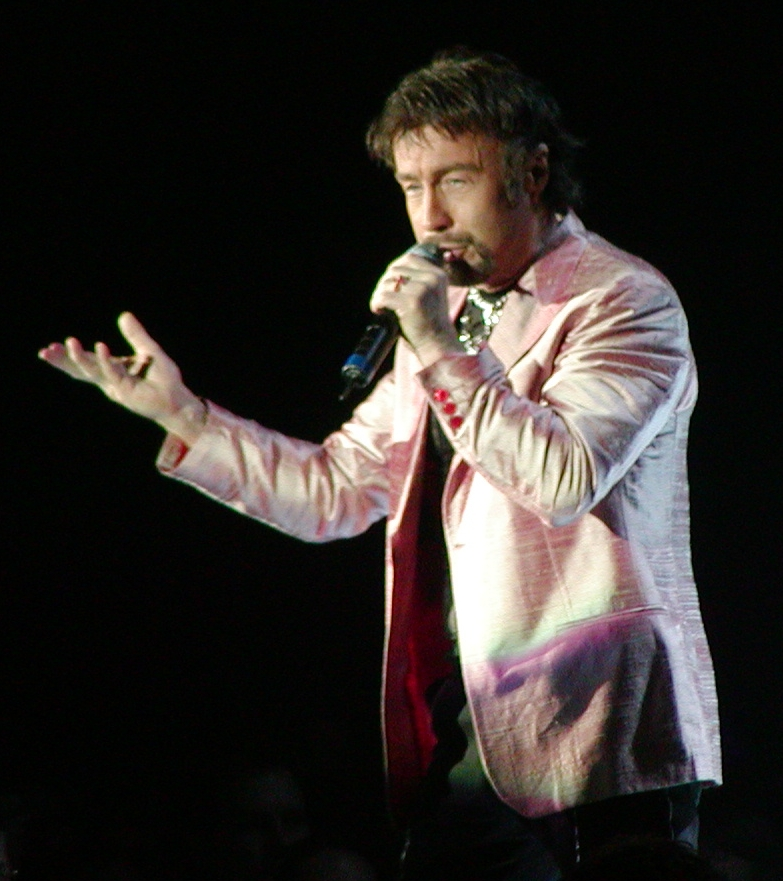
Paul Rodgers, 2005

Paul Bernard Rodgers (* 17. Dezember 1949 in Middlesbrough) ist ein britischer Musiker, der auch die kanadische Staatsbürgerschaft besitzt. Er wurde bekannt als Sänger der Rockbands Free und Bad Company. Er war Sänger beim Projekt Queen + Paul Rodgers. Seinen Austritt aus dem Projekt verkündete er im Mai 2009. Der Rolling Stone wählte ihn auf Rang 55 der 100 größten Sänger aller Zeiten.

## Leben
Rodgers wuchs mit Blues, Soul und Rock ’n’ Roll auf. Bereits in seiner frühen Jugend schrieb er eigene Songs, bevor er ein Instrument spielen konnte. Sein Vater kaufte ihm zu dieser Zeit seine erste Gitarre. Später brachte sich Rodgers auch das Spiel auf Piano und Bass bei.
Seine öffentliche Karriere begann Paul Rodgers im Alter von 13 Jahren, als er bereits in Clubs um Middlesbrough spielte. Seine letzte Band in Middlesbrough war Roadrunners, bevor er nach seinem Schulabschluss nach London zog und die Bluesband Brown Sugar gründete, für die er sang, Gitarre spielte und Songs schrieb. Da es in London zu dieser Zeit ein Blues-Revival gab, hatte er oft die Gelegenheit, Stars wie Muddy Waters live zu bewundern, was einen starken Einfluss auf seine spätere Karriere hatte.
Während seiner Zeit bei Brown Sugar sah ihn Paul Kossoff (kurz zuvor noch Black Cat Bones) und beschloss, mit Rodgers, Simon Kirke, der ebenfalls bei Black Cat Bones gespielt hatte, und Andy Fraser eine Band zu gründen, der Alexis Korner nach einem Auftritt im Nags Head Pub von Battersea den Namen Free gab.
Nach deren Auflösung im Jahre 1973 gründete er zusammen mit Simon Kirke die Band Bad Company, die er Anfang der 1980er Jahre verließ, um eine Solokarriere zu starten. Nach der Veröffentlichung seines Debütalbums Cut Loose von 1983 spielte er in The Firm (zwei veröffentlichte Alben) und The Law (ein Album). Mitglieder dieser Bands waren Künstler wie Jimmy Page (The Firm) oder Kenney Jones (The Law), die bereits in den 1960er und 70er Jahren in der Rockmusik sehr erfolgreich gewesen waren. Bei The Law spielten auch Gastmusiker wie Bryan Adams und Chris Rea.
1993 folgten zwei Tributalben für Jimi Hendrix bzw. Muddy Waters. Letzteres wurde für einen Grammy nominiert und enthält Auftritte von Gastmusikern wie Slash, Richie Sambora, Jeff Beck, Steve Miller, Buddy Guy und David Gilmour. Nach einem Auftritt bei Woodstock II im Jahre 1994 gründete er im Folgejahr eine Begleitband, mit der über ein Jahr lang auf Tour ging, bevor 1997 sein nächstes Soloalbum erschien, das er mit einer Tour zusammen mit Lynyrd Skynyrd bewarb.

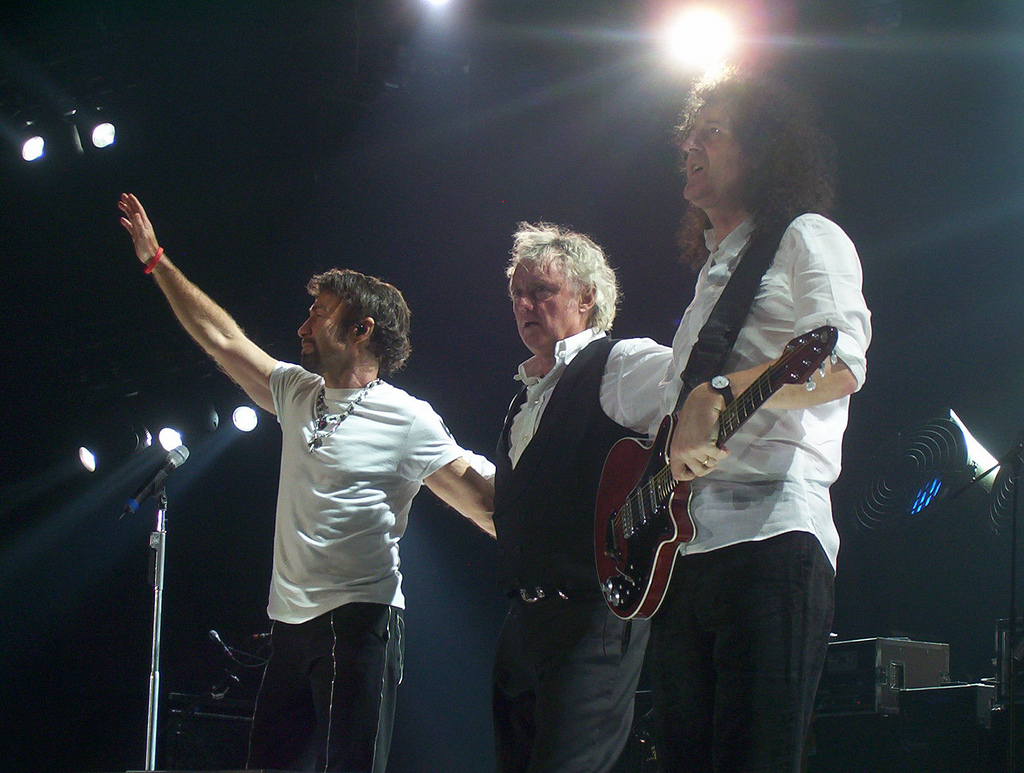
Paul Rodgers (links) mit Roger Taylor und Brian May, 2005

2002 reanimierten Rodgers und Kirke ihre alte Band Bad Company für einige US-Dates und verewigten dieses Ereignis auf der Live-CD und -DVD Merchants of Cool. Im Jahr 2004 trat Rodgers mit vielen Stars in der Londoner Wembley Arena auf, um den 50. Geburtstag der Fender Stratocaster zu feiern. Von 2005 bis 2008 war er Sänger bei den Welttourneen von Queen + Paul Rodgers, wobei sowohl Brian May und Roger Taylor als auch Rodgers selbst äußerten, dass er nicht der offizielle Ersatz für den 1991 verstorbenen Queen-Sänger Freddie Mercury sein könne. Die Bezeichnung des gemeinsamen Projekts lautet deshalb Queen + Paul Rodgers. 2008 erschien ihr Studioalbum The Cosmos Rocks, das in Großbritannien mit Silber ausgezeichnet wurde.
Im Sommer 2013 arbeitete Paul Rodgers an zwei Soloalben gleichzeitig. Für The Royal Sessions nahm er in Willie Mitchells Royal Studios in Memphis klassische Soulsongs von Sam & Dave (I Thank You) oder Otis Redding (I’ve Been Loving You Too Long) auf. Das andere soll aus neuen Eigenkompositionen bestehen.

## Diskografie

### Studioalben
- 1983: Cut Loose
- 1991: The Law (mit Kenney Jones als The Law)
- 1993: Muddy Water Blues: A Tribute to Muddy Waters
- 1997: Now
- 2000: Electric
- 2014: The Royal Sessions
- 2023: Midnight Rose

### Livealben
- 1996: Live: The Loreley Tapes
- 1997: Now and Live
- 2007: Live in Glasgow
- 2009: Live at Hammersmith Apollo 2009
- 2011: Paul Rodgers and Friends: Live at Montreux
- 2018: Free Spirit

### EPs
- 1993: The Hendrix Set

### Singles
- 1983: Morning After the Night Before
- 1983: Cut Loose
- 1993: Muddy Water Blues
- 1993: The Hunter
- 1996: Soul of Love
- 1997: All I Want Is You
- 2000: Drifters
- 2014: I Thank You

### Videoalben
- 2007: Live in Glasgow

## Auszeichnungen für Musikverkäufe
| Goldene Schallplatte - Kanada - 2008: für das Videoalbum Live in Glasgow |

| Land/RegionAuszeichnungen für Musikverkäufe (Land/Region, Auszeichnungen, Verkäufe, Quellen) | Gold  | Platin | Verkäufe | Quellen         |
| -------------------------------------------------------------------------------------------- | ----- | ------ | -------- | --------------- |
| Kanada (MC)                                                                                  | Gold1 | —      | 5.000    | musiccanada.com |
| Insgesamt                                                                                    | Gold1 | —      |          |                 |